# Wagram
Koordinaten: 48° 25′ N, 15° 59′ O
Der Wagram ist eine bis zu 40 Meter hohe, langgestreckte Geländekante in Niederösterreich. Er begleitet die Donau und stellt auf ihrer Nordseite eine steile, weithin sichtbare Geländestufe aus eiszeitlichem Löss dar.
Diese Geländestufe mit ihrem fruchtbaren Boden gab auch dem dortigen Weinbaugebiet seinen Namen. Früher noch Teil des Weinbaugebiets Donauland, heißt es seit 2007 Weinbaugebiet Wagram.

## Namensherkunft
Der Name Wagram setzt sich aus den beiden mittelhochdeutschen Wörtern „wac“ (bewegtes Wasser, Fluss) und „rain“ (Rain, Wiese, Hang) zusammen. Wagram bedeutet also etwa Hang beim Wasser oder Grenze der Wogen (Ufer). Derartige Namensbezeichnungen kommen längs Flüssen immer wieder vor.

## Lage und Landschaft

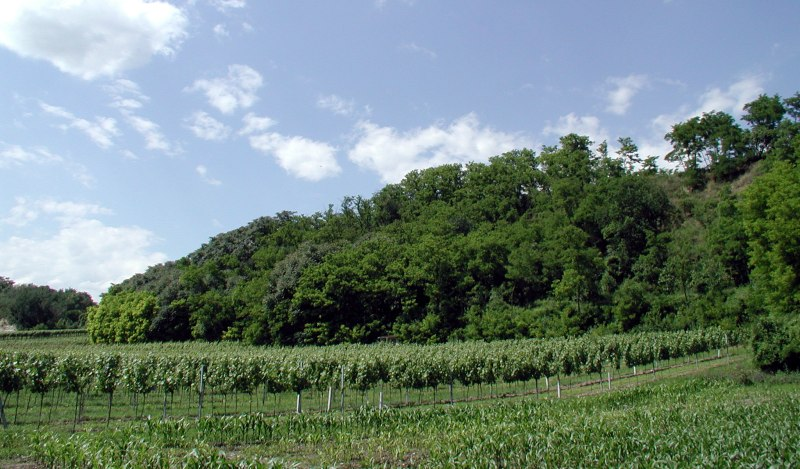
Wagramkante bei Stetteldorf am Wagram

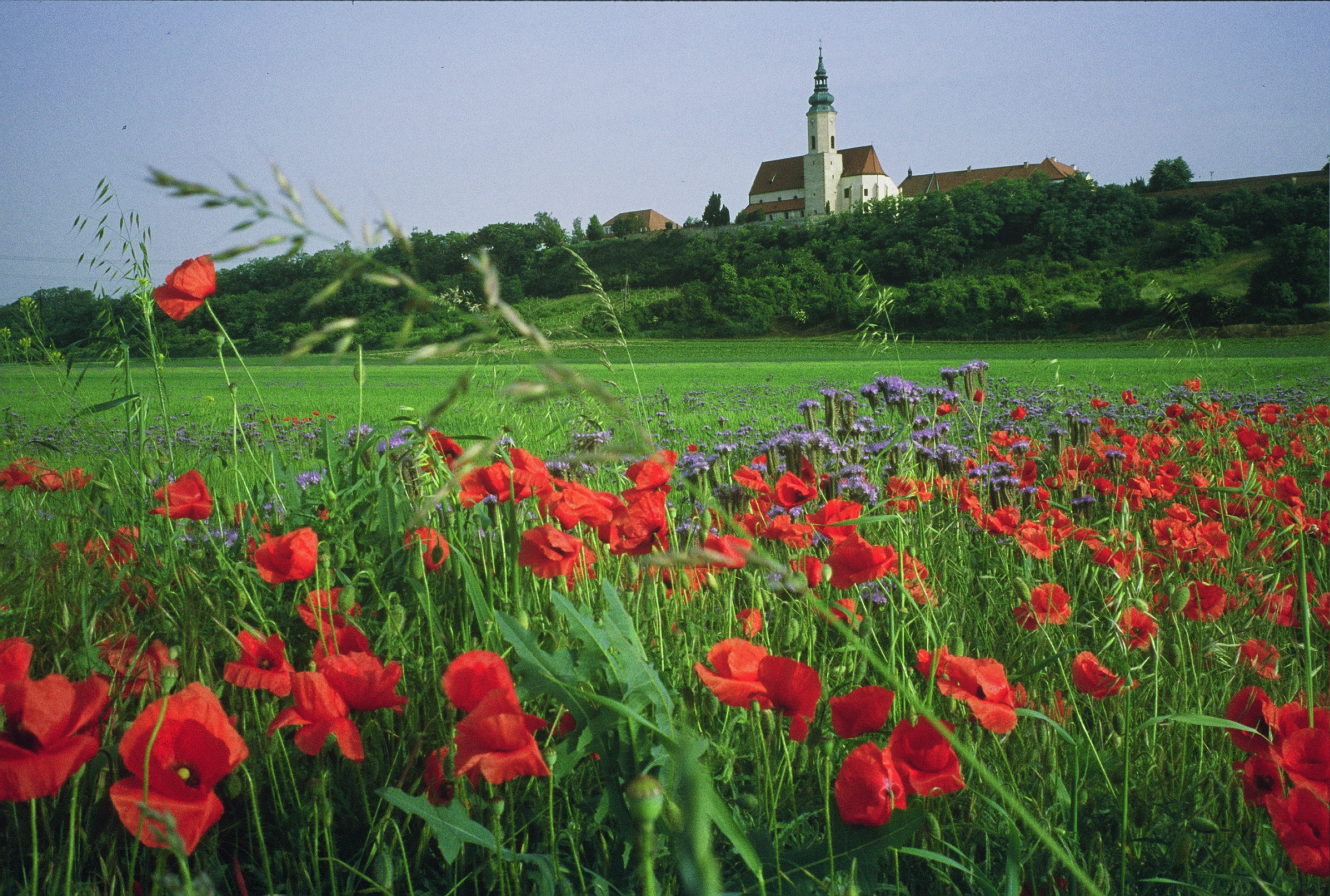
Übergang vom Tullnerfeld zum Wagram mit Pfarrkirche Hausleiten

Der Wagram liegt nördlich der Donau und erstreckt sich von Krems nach Osten. Der Wagram bildet die nördliche Grenze des Tullnerfeldes, von dem er steil ansteigt, um oben in ein sanft welliges Gebiet überzugehen, das Weinviertler Hügelland.
Während des Tertiärs war das Donaubecken um Wien ein Meer, das seine Ausläufer bis Eggenburg hatte (Eggenburger Bucht). An den Abhängen des Wagrams findet man daher Meeressande (mit Muscheln), er ist also ein vorzeitlicher Meeresstrand. Darüber ist der Wagram mit einer Schicht aus Donauschotter überzogen, auf der schließlich der rezente Boden liegt. Der Kleine Wagram teilt das Tullnerfeld und das Marchfeld geologisch in die Prater- und Gänserndorfer Terrasse.
Der Wagram hat ein mildes Klima, in dem Trauben, Marillen und Kirschen vorzüglich gedeihen. Besonders der Kirschbaum ist weit verbreitet und symbolhaft für den Wagram.
Orte wie Kirchberg am Wagram, Königsbrunn am Wagram, Stetteldorf am Wagram, Fels am Wagram sind an solchen Geländekanten situiert.

## Geologie

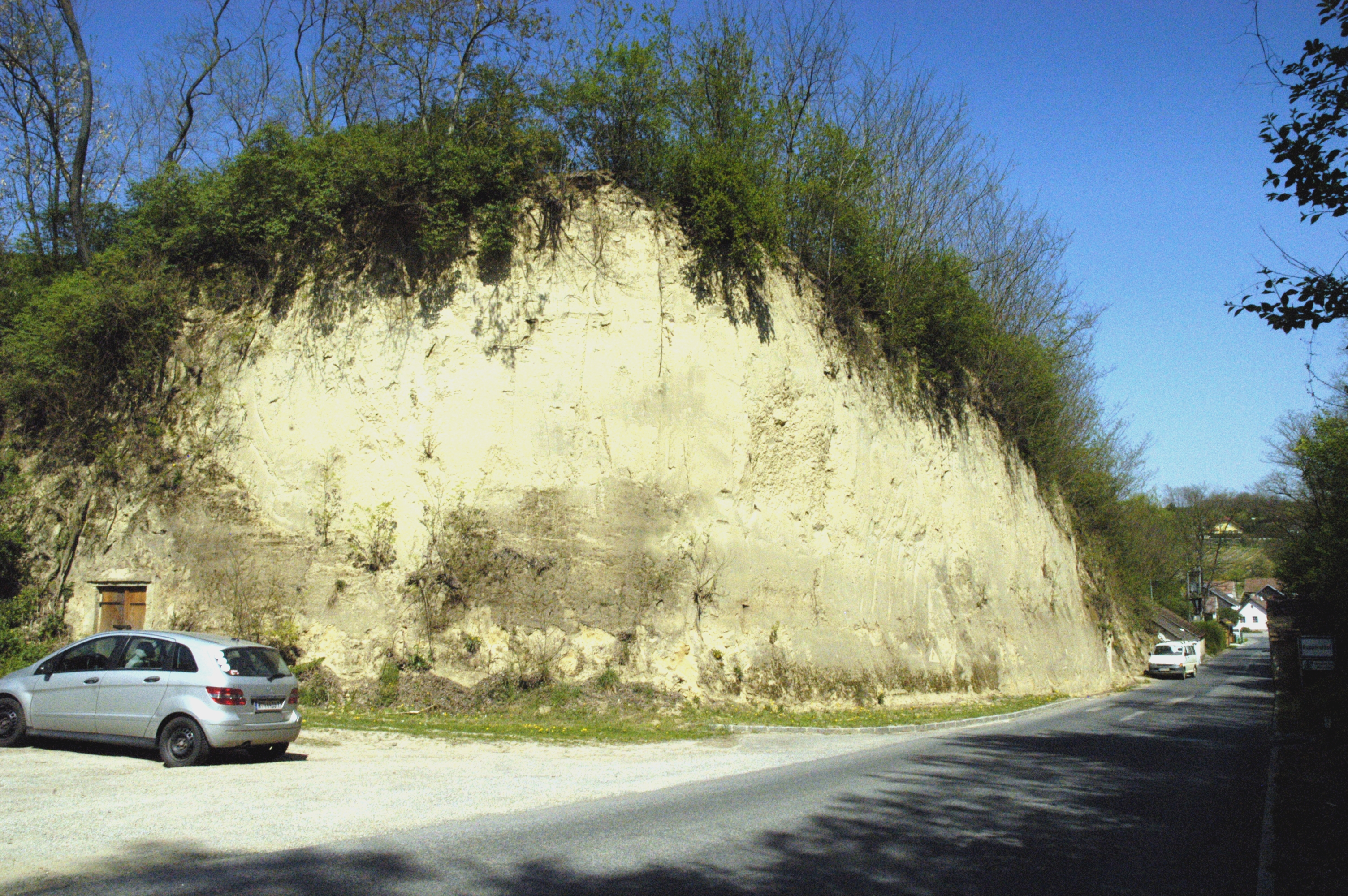
Lössformation bei Ruppersthal

Der Wagram entstand zunächst aus Meeresablagerungen und später durch eiszeitliche Erosions- und Ablagerungsprozesse: Das Tullnerfeld war einst von Mäandern der Donau durchzogen, die Schotter und Sande aus den Alpen in Richtung Wiener Becken transportierte – man kann sich das Tullnerfeld als weite Schotterfläche vorstellen. Die „Wagramkante“ entstand durch Ablagerung des aus dieser Schotterfläche ausgeblasenen Flugsandes auf der früher als Steilküste der Tethys und Paratethys ausgebildeten Kante.

## Geschichte
Ein sichtbares Zeichen der Hallstattzeit ist der direkt an der Wagramkante liegende Leeberg (d. h. künstlicher Hügel, wahrscheinlich ein Grabhügel) von Pettendorf. Ein ebensolcher, aus der Hallstattzeit stammender Grabhügel, hier als Haleberg bezeichnet, befindet sich ca. 400 m östlich von Neustift im Felde.
Der Wagram wurde im 11. Jahrhundert von Passau (wieder-)besiedelt. In der Folge wurde die Bevölkerung christianisiert und durch den Zuzug von Bayern verbreitete sich die deutsche Sprache. Slawische und keltische Bezeichnungen und Flurnamen haben sich aber dennoch bis heute gehalten.
Größere Ansiedlungen gibt es überwiegend am Wagram, wie auch der Zusatz im Ortsnamen (Kirchberg am Wagram, Stetteldorf am Wagram, Königsbrunn am Wagram) andeutet. Diese Siedlungen konnten sich aber nur in der Nähe von Quellen (z. B. Engelmannsbrunn) oder in Tälern (Ruppersthal, Ottenthal, Thürnthal) entwickeln, da der Wagram im Sommer eher trocken ist. Bei Fels am Wagram tritt das felsige Grundgebirge des Wagrams zu Tage, was den trockenen Charakter des Wagrams und der angebauten Weine nochmals unterstreicht. Auch in den Flurnamen (Steinagrund, Felsenthal) spiegeln sich diese Gegebenheiten wider.

## Wirtschaft
Das Agrar- und Lebensmittel-System ist mit insgesamt 15 % an der regionalen Wertschöpfung beteiligt und trägt mit mehr als 1.000 Mitarbeitern rund 20 % zur Beschäftigungslage bei: Allein in der Landwirtschaft arbeiten circa 900 Menschen. Diese arbeiten überwiegend in den zahlreichen Weinbaubetrieben, im Obstbau oder in der Fischzucht. Im Bereich der Industrie zählt die Region etwa 1300 Beschäftigte, was durch das Vorhandensein kleiner und mittelständischer Betriebe ermöglicht wird, die in puncto Logistik, Marketing, Forschung und Entwicklung nicht selten gemeinsam agieren. Vom Tourismus und der Kulturwirtschaft getragen, bildet der Dienstleistungssektor mit rund 2000 Beschäftigten das Herzstück der Wirtschaft am Wagram. Besonders wichtig ist aber der Weinbau.

### Weinbaugebiet Wagram
Bekannt ist der Wagram vor allem durch den Wein, für den der fruchtbare Lössboden und das günstige Klima beste Voraussetzungen bieten. Das Weinbaugebiet greift aber geographisch über den Wagram im engeren Sinn hinaus und umfasst auch Gebiete südlich der Donau, insbesondere auch Klosterneuburg. Die von der Region abgedeckten Gebiete entsprechen dem Bezirk Tulln.
Das große Weinbaugebiet am Höhenzug entlang der Donau gehörte in den 1960er-Jahren zur Region Weinviertel. Später definierte man die Region an der Donau als eigenes Gebiet und nannte man es nach dem bekannten Stift Klosterneuburg und seiner Weinbauschule Region Klosterneuburg bzw. nach seinem östlichen Endpunkt Donauland-Carnuntum. Der nach einer weiteren Verkleinerung der Regionen 1985 eingeführte Markenname Donauland bewährte sich wegen eines gleichnamigen Buchklubs weniger und wurde 2007 in Weinbaugebiet Wagram geändert.
Der Wagramer Höhenzug mit seiner südlichen Hangrichtung bietet zwar viel Sonne, doch sind die Lagen wegen ihrer Kleinräumigkeit und Steilheit nur schwer maschinell bearbeitbar. Seit einiger Zeit liegen daher viele Flächen brach. Etwa die Hälfte bis zwei Drittel der Rebflächen sind mit der Rebsorte Grüner Veltliner bestockt. Oft sind die Weinkeller direkt in den Löss gegraben.

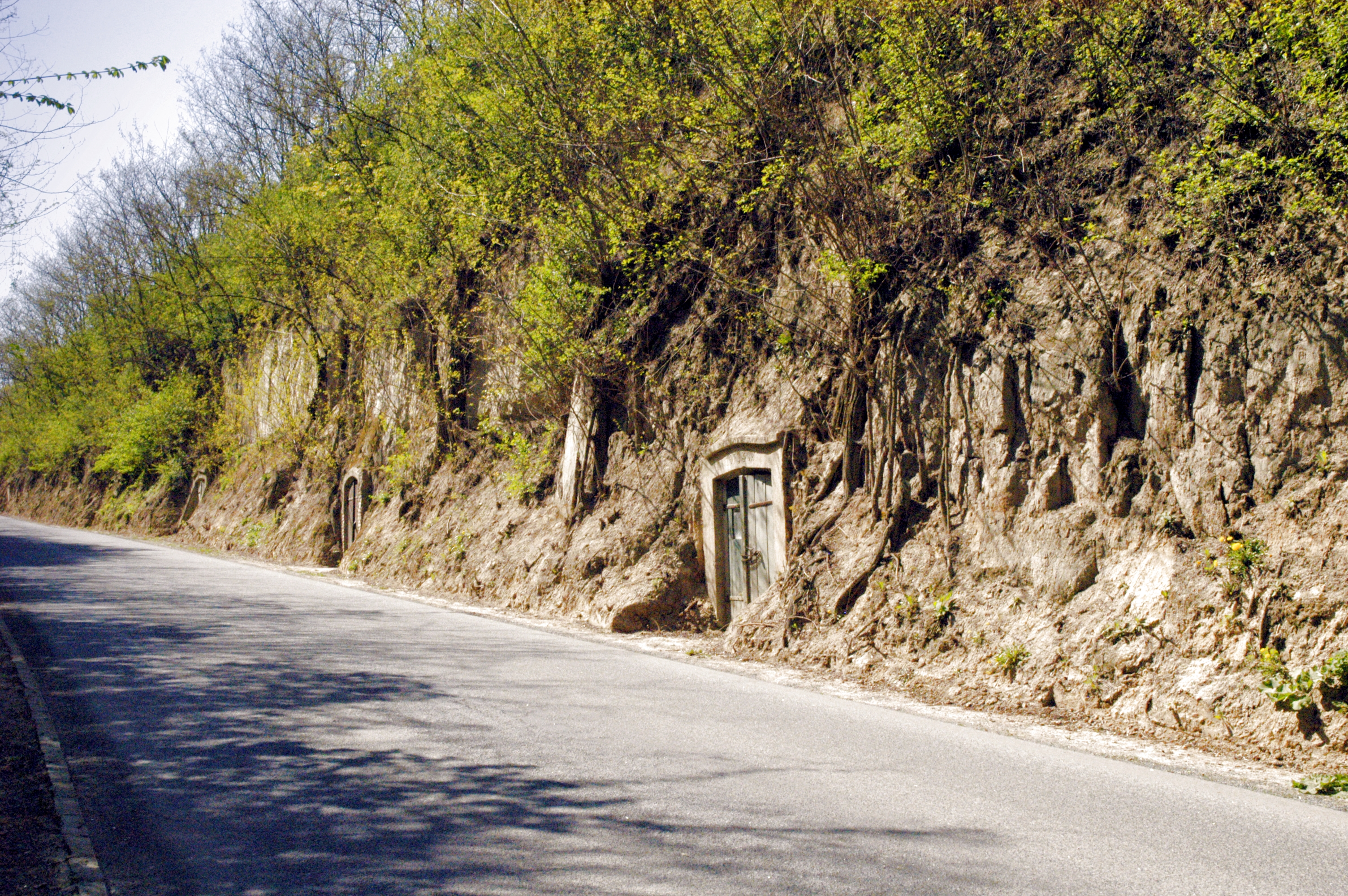
In den Löss gegrabene Keller bei Ruppersthal

Die bekanntesten Weinorte sind (von Ost nach West):
- direkt am Höhenzug Hippersdorf, Unterstockstall, Königsbrunn und Kirchberg am Wagram, Fels am Wagram und Feuersbrunn, sowie

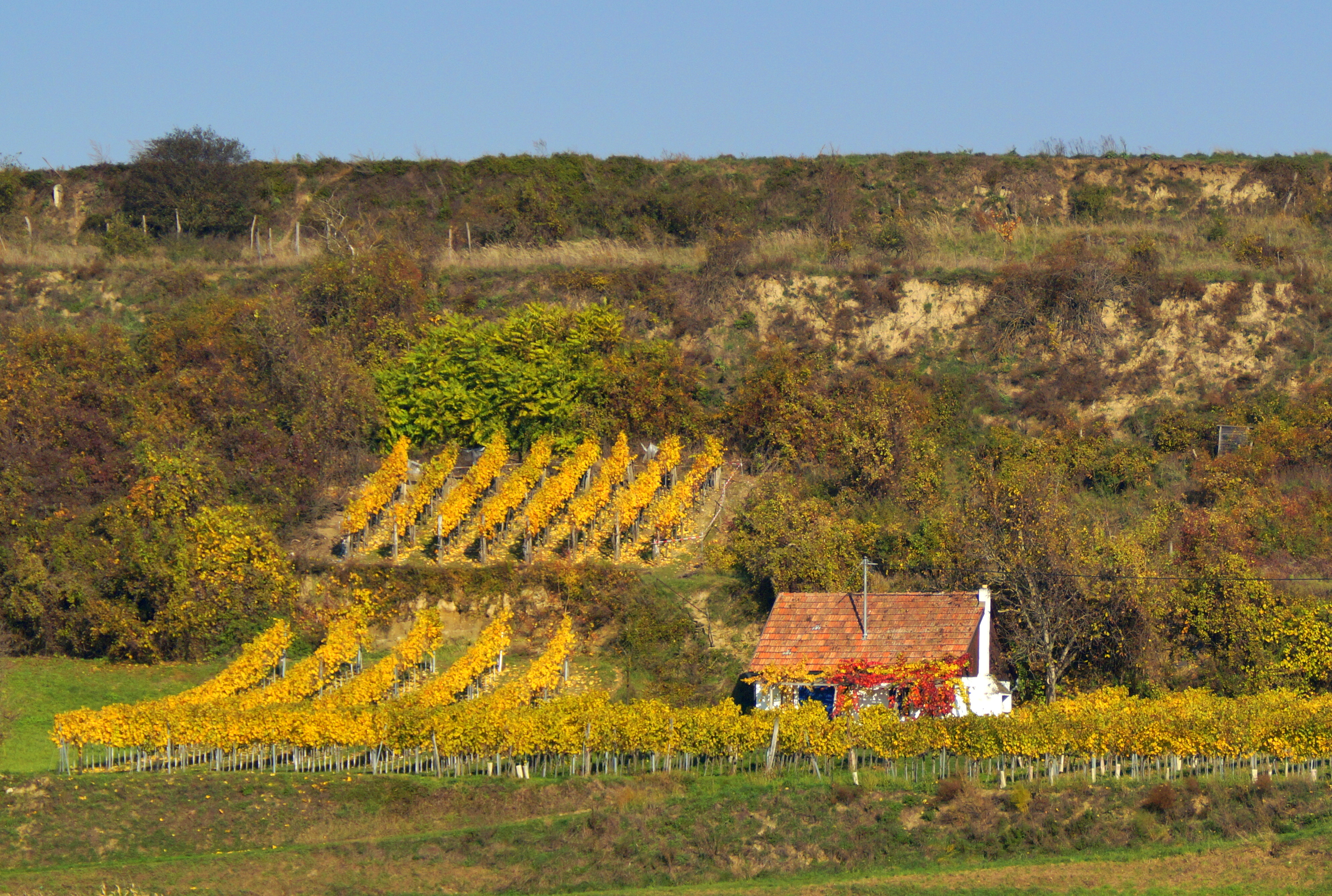
Weingarten bei Kirchberg am Wagram

- auf der Hochfläche nördlich des Wagram Ruppersthal, Oberstockstall, Großriedenthal und Gösing
- Die Weinorte am flacheren Höhenzug südlich der Donau bzw. im Tullnerfeld zählen teilweise zur Wagramer Region. Es sind einige Orte bei Tulln (Judenau, Ollern), am Rande des Wienerwaldes (Königstetten) sowie vor allem auch Stift und Weinbauschule Klosterneuburg.

Nicht zum Weinbaugebiet gehören die am Wagram liegenden Weinorte Hausleiten und Stetteldorf am Wagram, die zum Bezirk Korneuburg gehören, und daher zum Weinbaugebiet Weinviertel zählen.
Der Wagramer Weinbau behauptet sich gegen die ebenfalls hervorragenden Weine aus der Wachau und dem unteren Kamptal. Regionale Konkurrenz herrscht auch zum Weinviertel, wo mit der Marke DAC kontrollierte Qualitätsweine vertrieben werden, und zunehmend auch zum Traisental. Wichtige Impulse zur Erhaltung der Eigenständigkeit gehen von den einheimischen Winzern Hans Diwald, Alfred Paradeiser und Karl Fritsch aus.

### Genussregion Wagramer Nuss
An den Rändern der Weingärten ebenso wie bei den Höfen wachsen traditionell zahlreiche Nussbäume und werden traditionell in der Küche verwendet, wie bei Strudel, Nussbuchteln, Nusspalatschinken, Nussbeugerl, Nusskipferl, Nussschnecken, Wagramer Nusskirschtorte. Neben ganzen Nüssen werden auch von der Schale befreite Walnusskerne und Walnussöl verkauft. Um die Tradition zu bewahren, wurde die Wagramer Nuss im Register der Traditionellen Lebensmittel aufgenommen und ist namensgebend für die zur Genussregion Österreich gehörende Genussregion Wagramer Nuss.

### Tourismus
Durch den Wagram führen zwölf Radrouten sowie mehrere Reit- und Wanderwege. In den Donauarmen bei Altenwörth kann geangelt und gebadet werden. Die Ortschaften Gösing am Wagram und Stetteldorf am Wagram haben historische Ortskerne.

## Kultur
Kulturelle Zentren des Wagrams sind Kirchberg am Wagram, Stetteldorf am Wagram mit dem Schloss Juliusburg, dem Hardegg'schen Schloss als Wahrzeichen am Wagram, das Heiss'n Haus in Gösing sowie das renovierungsbedürftige Schloss Thürnthal bei Fels, in dem laufend Ausstellungen, Konzerte und Märkte stattfinden. In Ruppersthal wurde 1757 der Komponist Ignaz Josef Pleyel geboren, dessen Geburtshaus als Museum eingerichtet ist.